# 勞達赫河

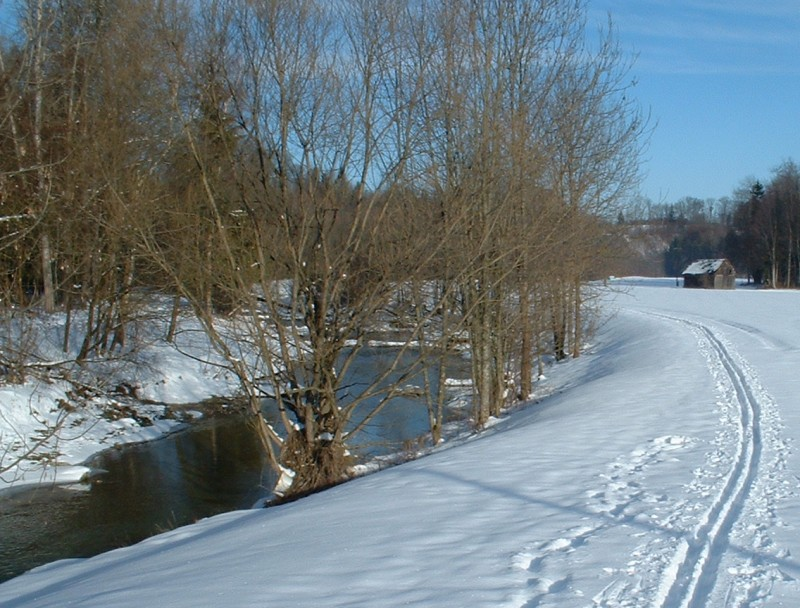

勞達赫河（Laudach）是奧地利的河流，位於上奧地利州，發源自勞達赫湖，河道全長約20公里，河畔城鎮有圣康拉德、格施萬特、基希哈姆和福爾希多夫。
48°02′21″N 13°55′15″E / 48.0392°N 13.9208°E